# Can-Am 1977
Can-Am 1977 var ett race som kördes över nio omgångar. Det var den första säsongen där man körde om Can-Am-titeln i ombyggda formel 5000-bilar, från de mer renodlade sportvagnarna man använt fram till 1974. Tack vare dessa nyare bilar kunde mästerskapet startas om. Man kunde även i fortsättningen locka förare från formel 1, och den franske talangen Patrick Tambay tog hand om den första titeln i Can-Am:s andra era.

## Delsegrare
| Datum        | Bana           | Vinnare         |
| ------------ | -------------- | --------------- |
| 12 juni      | Mont-Tremblant | Tom Klausler    |
| 26 juni      | Laguna Seca    | Don Breidenbach |
| 10 juli      | Watkins Glen   | Patrick Tambay  |
| 24 juli      | Road America   | Peter Gethin    |
| 7 augusti    | Mid-Ohio       | Patrick Tambay  |
| 21 augusti   | Mosport Park   | Patrick Tambay  |
| 4 september  | Trois-Rivières | Patrick Tambay  |
| 25 september | Sears Point    | Patrick Tambay  |
| 16 oktober   | Riverside      | Patrick Tambay  |

## Slutställning
| Plats | Förare                 | Poäng |
| ----- | ---------------------- | ----- |
| 1     | Patrick Tambay         | 159   |
| 2     | Peter Gethin           | 108   |
| 3     | Elliot Forbes-Robinson | 71    |
| 4     | John David Briggs      | 51    |
| 5     | Don Breidenbach        | 40    |
| 6     | George Follmer         | 35    |
| 7     | Tom Klausler           | 23    |
| 8     | John Gunn              | 23    |
| 9     | Horst Kroll            | 23    |
| 10    | John Morton            | 21    |